# Jeri Ryan
Jeri Ryan, född Jeri Lynn Zimmerman 22 februari 1968 i München i Tyskland (dåvarande Västtyskland), är en amerikansk skådespelerska.
Jeri och hennes bror Mark växte upp på olika militärbaser, bland annat i Kansas och Maryland. När hon var elva år slog sig familjen till slut ner i Paducah, Kentucky. Efter att ha gått ut Lone Oak High School 1986 gick hon på Northwestern University i Chicago. Medan hon studerade vid universitetet vann hon några skönhetstävlingar.
År 1989 vann hon Miss Illinois-tävlingen och året efter kom hon på fjärdeplatsen i Miss America där hon vann baddräktstävlingen.
Jeri debuterade som skådespelare på TV 1991 och har efter det medverkat i många TV-serier och en rad filmer. Hon är mest känd för sin roll som Seven of Nine i TV-serien Star Trek: Voyager. Andra TV-serier hon har varit med i är Matlock, Mord och inga visor, Melrose Place, Diagnos mord, Boston Public, OC och 2 1/2 män.

## Filmografi
- 1991 – Who's the Boss? (TV-serie) - 1 avsnitt
- 1991 – The Flash (1990) (TV-serie) - 1 avsnitt
- 1991 – Top of the Heap (TV-serie) - 1 avsnitt
- 1991 – Nurses (TV-serie) - 1 avsnitt
- 1991 – Reasonable Doubts (TV-serie) - 1 avsnitt
- 1991 – Nightmare in Columbia County
- 1992 – Flash III: Deadly Nightshade
- 1992 – Just Deserts
- 1993 – TheJackie Thomas Show (TV-serie) - 1 avsnitt
- 1993 – In the Line of Duty: Ambush in Waco
- 1993 – Matlock (TV-serie) - 2 avsnitt
- 1994 – Time Trax (TV-serie) - 1 avsnitt
- 1995 – Murder, She Wrote (TV-serie) - 1 avsnitt
- 1995 – Charlie Grace (TV-serie) - 1 avsnitt
- 1996 – Klienten (TV-serie) - 1 avsnitt
- 1996 – Pier 66
- 1996 – Melrose Place (TV-serie) - 2 avsnitt
- 1996 – Diagnosis: Murder (TV-serie) - 1 avsnitt
- 1997 – Dark Skies (TV-serie) - 8 avsnitt
- 1997 – Star Trek: Voyager (TV-serie) - 103 avsnitt
- 1999 – The Sentinel (TV-serie) - 2 avsnitt
- 1999 – Dilbert (TV-serie) - 1 avsnitt
- 1999 – Men Cry Bullets
- 2000 – The Last Man (2000 film)
- 2000 – Disney's The Kid
- 2000 – Dracula 2000
- 2001 – Boston Public (TV-serie) - 59 avsnitt
- 2003 – Down with Love
- 2004 – Two and a Half Men (TV-serie) - 3 avsnitt
- 2005 – The O.C. (TV-serie) - 7 avsnitt
- 2005 – The Commuters
- 2006 – Boston Legal (TV-serie) - 2 avsnitt
- 2006 – Iron Chef America (TV-serie) - 2 avsnitt
- 2006 – Shark (TV-serie) - 34 avsnitt
- 2009 – Law & Order: Special Victims Unit (TV-serie) - 3 avsnitt
- 2009 – Leverage (TV-serie) - 8 avsnitt
- 2010 – Psych (TV-serie) - 2 avsnitt
- 2010 – Mortal Kombat: Rebirth
- 2010 – Dead Lines
- 2010 – Secrets in the Walls
- 2011 – Law & Order: Criminal Intent (TV-serie) - 1 avsnitt
- 2011 – Warehouse 13 (TV-serie) - 2 avsnitt
- 2011 – Body of Proof (TV-serie) - 42 avsnitt
- 2014 – Major Crimes (TV-serie) - 2 avsnitt
- 2014 – Helix (TV-serie) - 2 avsnitt
- 2015 – NCIS (TV-serie) - 1 avsnitt
- 2015 – Arrow (TV-serie) - 1 avsnitt
- 2016 – Bosch (TV-serie) - 8 avsnitt
- 2016 – Against the Wild: Survive the Serengeti
- 2018 – The Relic
- 2020 – Star Trek: Picard (TV-serie) - 10 avsnitt
- 2020 – The Ready Room (TV-serie) - 2 avsnitt
- 2020 – MacGyver (TV-serie) - 3 avsnitt